# Tarchonanthoideae
Tarchonanthoideae S. Ortiz, 2020 è una sottofamiglia di piante angiosperme dicotiledoni della famiglia delle Asteraceae.

## Descrizione

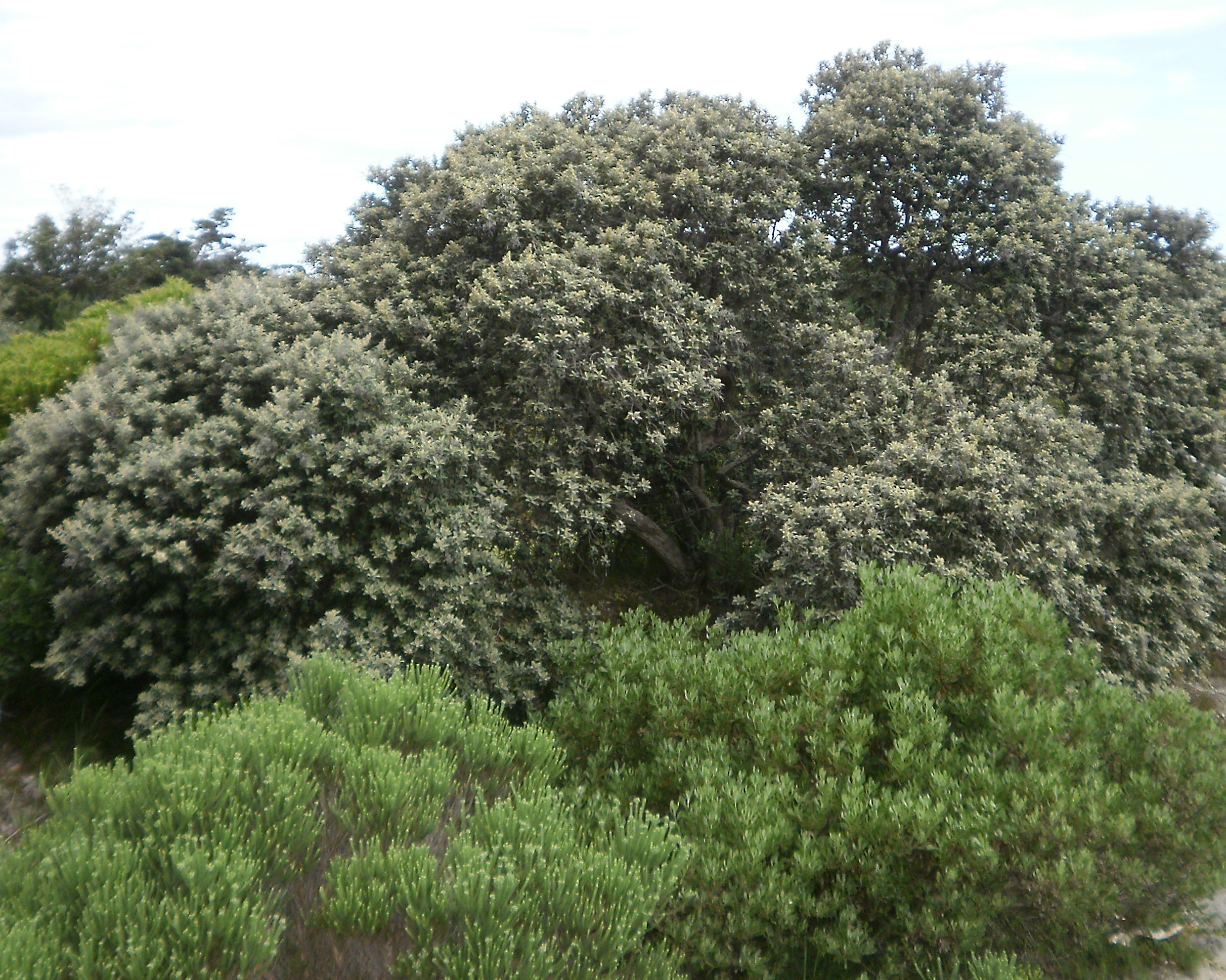
Il portamento
Tarchonanthus camphoratus

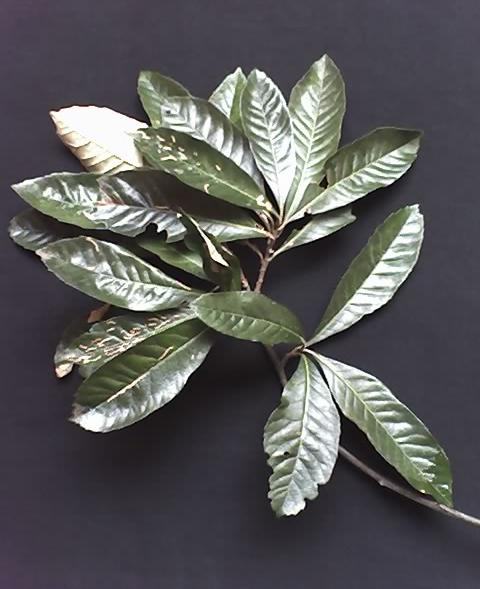
Le foglie
Brachylaena discolor

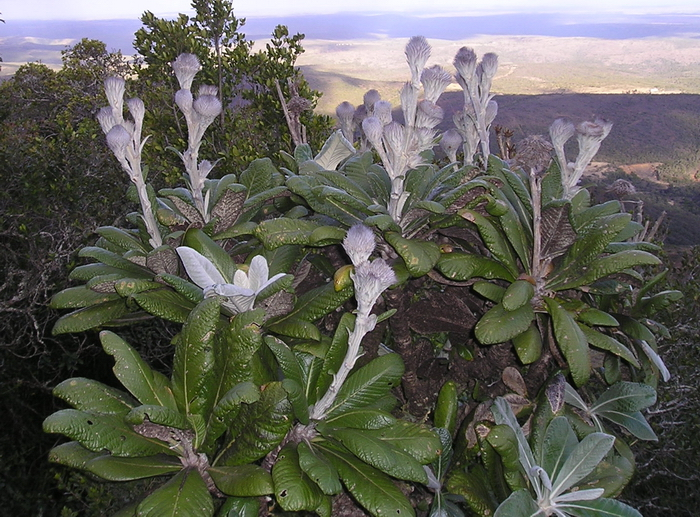
Infiorescenza
Oldenburgia grandis

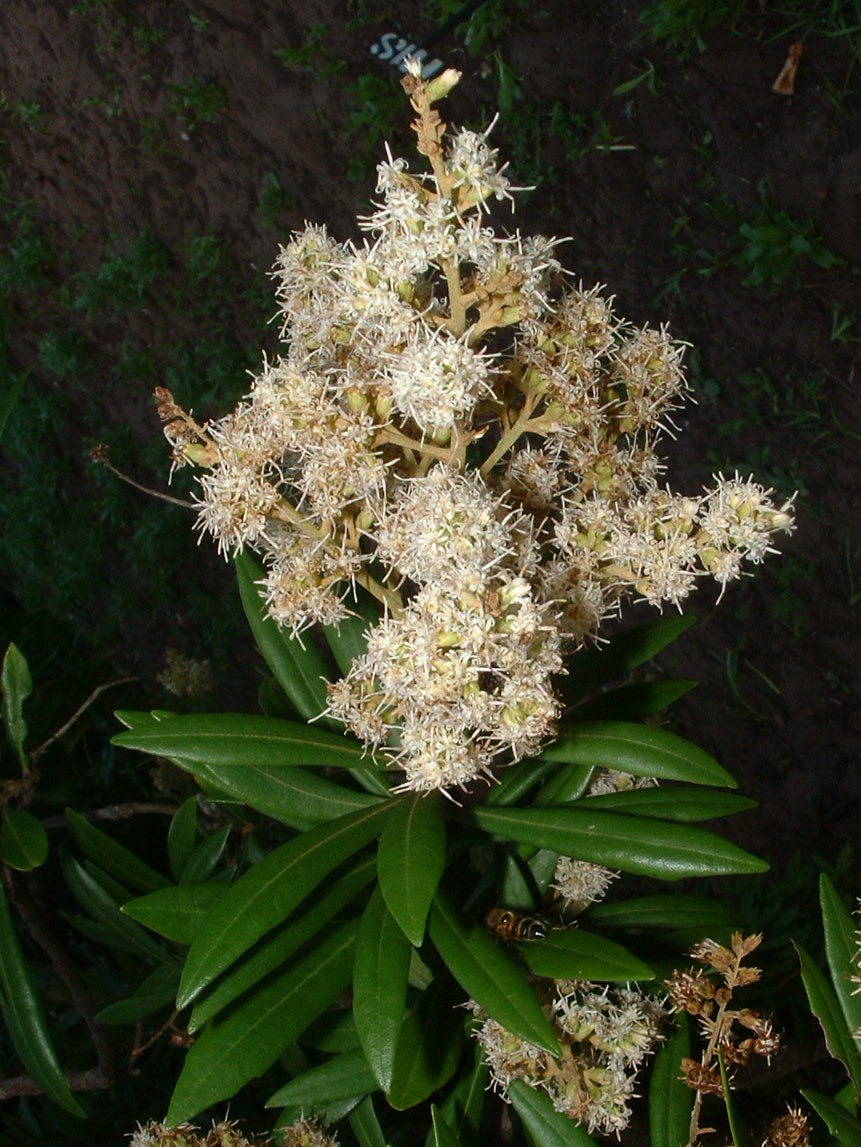
I fiori
Brachylaena neriifolia

Le specie di questa voce sono piante monoiche perenni con portamenti erbacei o arbustivi oppure sono arbusti o alberi dioici. Queste piante spesso sono aromatiche. A volte sono presenti anche formazioni cespugliose cusciniformi.
Le foglie lungo il caule normalmente sono a disposizione alternata e sono brevemente picciolate o sessili. La forma delle lamine varia da ellittica a ovata con bordi che possono essere continui o dentati. All'apice possono essere trilobate. La consistenza normalmente è coriacea. Le stipole sono assenti.
Le infiorescenze, composte da grandi capolini (nelle specie monoiche) oppure piccoli (nelle specie dioiche), sono terminali o ascellanti raccolte in formazioni di panicoli, racemi o tirsoidi. I capolini, unisessuali (raramente con pochi fiori bisessuali), discoidi o discifomi, sono formati da un involucro a forma campanulata, emisferica o obconica composto da brattee (o squame) all'interno delle quali un ricettacolo fa da base ai fiori. Le brattee disposte in 1 - 5 serie in modo embricato e scalate hanno delle forme da ovate a lanceolate o ellittiche, glabre o densamente bianco-tomentose, fimbriati o lacerati. Il ricettacolo, piatto, è glabro o ricoperto da lunghi peli setosi.
I fiori sono tetra-ciclici (ossia sono presenti 4 verticilli: calice – corolla – androceo – gineceo) e pentameri (ogni verticillo ha 5 elementi).  I fiori sono ermafroditi e fertili; quelli ligulati del raggio sono pochi, zigomorfi e uniseriati e con staminoidi; quelli tubulosi del disco sono numerosi (da 80 a 100) e actinomorfi (raramente possono essere leggermente zigomorfi). In genere i fiori centrali sono bisessuali; quelli periferici sono femminili.
- Formula fiorale:

*/x K {\displaystyle \infty }, [C (5), A (5)], G 2 (infero), achenio
- Calice: i sepali del calice sono ridotti ad una coroncina di squame.
- Corolla:  la corolla nei fiori tubulosi è profondamente pentalobata (3-5 lobi nei fiori femminili) con lobi fortemente attorcigliati; nei fiori ligulati (quelli periferici) la corolla è bilabiata con il labbro esterno allungato e terminante con tre piccoli denti, quello interno con due lunghi lobi attorcigliati. Il colore è bianco, giallastro o raramente rosa
- Androceo: gli stami sono 5 con filamenti liberi, glabri o papillosi e distinti, mentre le antere sono saldate in un manicotto (o tubo) circondante lo stilo. Le antere (ridotte a staminoidi nei fiori femminili) in genere hanno una forma sagittata con base caudata e appendici deltate e attenuate. Il polline normalmente è tricolporato a forma sferica o schiacciata ai poli.
- Gineceo: lo stilo è filiforme con due minuti stigmi divergenti. Gli stigmi sono corti, piatti e acuti. L'ovario è infero uniloculare formato da 2 carpelli. L'ovulo è unico e anatropo. Nei fiori maschili l'ovario è abortivo.

I frutti sono degli acheni con pappo. La forma dell'achenio (solo nei fiori femminili) in genere è fusiforme (può essere piatto) con coste e superficie densamente setosa. Il pericarpo può essere di tipo parenchimatico, altrimenti è indurito (lignificato) radialmente. Il carpoforo (o carpopodium - il ricettacolo alla base del gineceo) è anulare. I pappi sono assenti (o ridotti nei fiori maschili) o sono formati da una serie (raramente due) di setole barbate, decidue o persistenti, sono direttamente inseriti nel pericarpo o connati in un anello parenchimatico posto sulla parte apicale dell'achenio.

## Biologia
- Impollinazione: l'impollinazione avviene tramite insetti (impollinazione entomogama tramite farfalle diurne e notturne).
- Riproduzione: la fecondazione avviene fondamentalmente tramite l'impollinazione dei fiori (vedi sopra).
- Dispersione: i semi (gli acheni) cadendo a terra sono successivamente dispersi soprattutto da insetti tipo formiche (disseminazione mirmecoria). In questo tipo di piante avviene anche un altro tipo di dispersione: zoocoria. Infatti gli uncini delle brattee dell'involucro si agganciano ai peli degli animali di passaggio disperdendo così anche su lunghe distanze i semi della pianta.

## Distribuzione e habitat
Il genere Oldenburgia è endemico delle Province del Capo (Sudafrica). La distribuzione della tribù Tarchonantheae è relativa all'Africa tropicale (parte orientale compresa l'isola di Madagascar) e Sudafrica. Una specie è presente anche nella Penisola Araba.

## Tassonomia
La famiglia di appartenenza di questa voce (Asteraceae o Compositae, nomen conservandum) probabilmente originaria del Sud America, è la più numerosa del mondo vegetale, comprende oltre 23.000 specie distribuite su 1.535 generi, oppure 22.750 specie e 1.530 generi secondo altre fonti (una delle checklist più aggiornata elenca fino a 1.679 generi). La famiglia attualmente (2021) è divisa in 16 sottofamiglie.

### Filogenesi
La posizione della sottofamiglia, da un punto di vista filogenetico, è compresa tra la sottofamiglia Pertyoideae e la sottofamiglia Dicomoideae ed è caratterizzata con portamenti da erbacei a piccoli alberi, piante monoiche, stile gonfio all'apice con rami corti e apici arrotondati (vicino alla biforcazione sono presenti dei tricomi acuti) e carpopodium anulare. Le specie sono per lo più endemiche dell'Africa. I generi Brachylaena e Tarchonanthus (della tribù Tarchonantheae) formano un "gruppo fratello" e insieme alla tribù Oldenburgieae formano la sottofamiglia Tarconanthoideae di recente costituzione.
In dettaglio.
- Tribù Tarchonantheae: recenti studi di tipo filogenetico (analisi del DNA del cloroplasto) giustificano l'inclusione dei generi  Brachylaena e Tarchonanthus nella tribù Tarchonantheae caratterizzata da piante dioiche con fiori maschili e stilo con peli corti anche sul fusto. La posizione tassonomica dei due unici generi nella tribù è molto recente. Inizialmente erano assegnati alla tribù Inuleae, quindi in base agli studi sul polline sono stati trasferiti alla tribù Mutisieae. Successivi studi di tipo filogenetico hanno dimostrato la non appartenenza a quest'ultima tribù. Infine recenti studi filogenetici riconoscono a questi due generi caratteristiche originali che ne giustificano la inclusione nella nuova tribù delle Tarchonantheae e in una nuova sottofamiglia.[1][6][7]
- Tribù Oldenburgieae: Il genere Oldenburgia tradizionalmente veniva inserito nella tribù Mutisieae (sottofamiglia Cichorioideae). Successivamente ne è stato proposto lo spostamento alla tribù delle Tarchonantheae, insieme ai generi Brachylaena e Tarchonanthus. Recenti studi filogenetici riconoscono al genere caratteristiche originali che ne giustificano la inclusione in una tribù a sé stante e nella nuova sottofamiglia Tarchonanthoideae. I caratteri principali della tribù sono: le antere sono caudate con appendici apicali, il polline è echinato, i rami dello stilo sono papillosi abassialmente, gli stigmi si presentano a forma di "U" con creste marginali. Tutte le specie sono originarie del Sudafrica.[1][6][7]

### Elenco delle specie della sottofamiglia
Tribù Oldenburgieae
 
La tribù comprende un solo genere Oldenburgia con 4 specie:
- Oldenburgia grandis (Thunb.) Baillo
- Oldenburgia intermedia P.Bond
- Oldenburgia papionum DC.
- Oldenburgia paradoxa Less.

Tribù Tarchonantheae
 
La tribù comprende due generi con 16 specie:
Genere Brachylaena:
- Brachylaena discolor DC.
- Brachylaena elliptica  Less.
- Brachylaena glabra  (L.f.) Druce
- Brachylaena huillensis  O.Hoffm.
- Brachylaena ilicifolia  (Lam.) E.Phillips & Schweick.
- Brachylaena merana  Humbert
- Brachylaena microphylla  Humbert
- Brachylaena neriifolia  (L.) R.Br.
- Brachylaena perrieri  Humbert
- Brachylaena ramiflora  Humbert
- Brachylaena stellulifera  Humbert
- Brachylaena uniflora  Harv.

Genere Tarchonanthus:
- Tarchonanthus camphoratus L.
- Tarchonanthus littoralis P.P.J.Herman
- Tarchonanthus parvicapitulatus P.P.J.Herman
- Tarchonanthus trilobus DC.

Il periodo di separazione della sottofamiglia varia da 41 a 27 milioni di anni fa.